# Condado de Hainaut
O Condado de Hainaut surgiu como estado independente no século IX. Os Condes de Hainaut estiveram sempre ligados aos Condados da Flandres e da Holanda, com quem sempre tiveram fortes ligações familiares. Ao longo da sua história o Condado estabeleceu uniões pessoais com os seguintes estados:
- Hainaut e Flandres: 1067-1071 e 1191-1246[1][2]
- Hainaut e Holanda: 1299-1436
- Hainaut e a Casa de Baviera-Straubing: 1356-1407

Em 1436 os territórios do condado de Hainaut foram anexados ao Ducado da Borgonha.

## Condes de Hainaut

### Casa da Flandres

Original cota de armas dos condes de Hainaut.

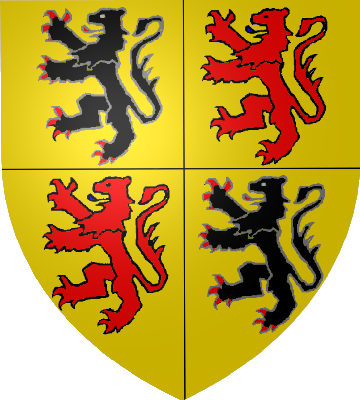
Recente cota de armas dos condes de Hainaut.

| # | Nome         |  | Início do governo       | Fim do governo          | Cognome(s)      | Notas                                                            |
| - | ------------ |  | ----------------------- | ----------------------- | --------------- | ---------------------------------------------------------------- |
| 1 | Balduíno I   |  | 1051                    | 17 de Julho de 1070     |                 |                                                                  |
| 2 | Arnulfo I    |  | 17 de Julho de 1070     | 22 de Fevereiro de 1071 | O Desafortunado | Faleceu em batalha.                                              |
| 3 | Balduíno II  |  | 22 de Fevereiro de 1071 | 1098                    |                 |                                                                  |
| 4 | Balduíno III |  | 1098                    | 1120                    |                 |                                                                  |
| 5 | Balduíno IV  |  | 1120                    | 8 de Novembro de 1171   |                 |                                                                  |
| 6 | Balduíno V   |  | 8 de Novembro de 1171   | 17 de Dezembro de 1195  |                 |                                                                  |
| 7 | Balduíno VI  |  | 17 de Dezembro de 1195  | 1205                    |                 |                                                                  |
| 8 | Joana        |  | 1205                    | 5 de Dezembro de 1244   |                 | Governa conjuntamente com os seus esposos, Fernando I e Tomás I. |

### Casa de Portugal

Brasão de armas de Portugal

| # | Nome       |  | Início do governo | Fim do governo      | Cognome(s) | Notas |
| - | ---------- |  | ----------------- | ------------------- | ---------- | --- |
| 9 | Fernando I |  | 1211              | 27 de Julho de 1233 |            | Filho de D. Sancho I e de D. Dulce de Aragão. Governa conjuntamente com a esposa, Joana. Também conde da Flandres. |

### Casa de Saboia

Brasão de armas da Casa de Saboia

| #  | Nome    |  | Início do governo | Fim do governo | Cognome(s) | Notas                                                                |
| -- | ------- |  | ----------------- | -------------- | ---------- | -------------------------------------------------------------------- |
| 10 | Tomás I |  | 1237              | 1244           |            | Governa conjuntamente com a esposa, Joana. Também conde da Flandres. |

### Casa da Flandres
| #  | Nome        |  | Início do governo     | Fim do governo          | Cognome(s) | Notas                                       |
| -- | ----------- |  | --------------------- | ----------------------- | ---------- | ------------------------------------------- |
| 11 | Margarida I |  | 5 de Dezembro de 1244 | 10 de Fevereiro de 1280 |            | Irmã de Joana. Também Condessa da Flandres. |

### Casa de Avesnes
Também Condes da Holanda
| #  | Nome         |  | Início do governo      | Fim do governo         | Cognome(s) | Notas                 |
| -- | ------------ |  | ---------------------- | ---------------------- | ---------- | --------------------- |
| 12 | João II      |  | 10 de Novembro de 1299 | 22 de Agosto de 1304   |            |                       |
| 13 | Guilherme I  |  | 22 de Agosto de 1304   | 7 de Junho de 1337     |            |                       |
| 14 | Guilherme II |  | 7 de Junho de 1337     | 26 de Setembro de 1345 |            |                       |
| 15 | Margarida II |  | 26 de Setembro de 1345 | 1354                   |            | Irmã de Guilherme II. |

### Casa de Wittelsbach
| #  | Nome          |  | Início do governo      | Fim do governo         | Cognome(s) | Notas                                                     |
| -- | ------------- |  | ---------------------- | ---------------------- | ---------- | --------------------------------------------------------- |
| 16 | Guilherme III |  | 1354                   | 15 de Abril de 1388    |            |                                                           |
| 17 | Alberto I     |  | 15 de Abril de 1388    | 13 de Dezembro de 1404 |            |                                                           |
| 18 | Guilherme IV  |  | 13 de Dezembro de 1404 | 31 de Maio de 1417     |            |                                                           |
| 19 | Jaqueline     |  | 31 de Maio de 1417     | 8 de Outubro de 1436   |            |                                                           |
| 20 | João III      |  | 31 de Maio de 1417     | 6 de Janeiro de 1425   |            | Irmão de Guilherme IV, e rival de Jaqueline, filha deste. |

### Casa de Valois

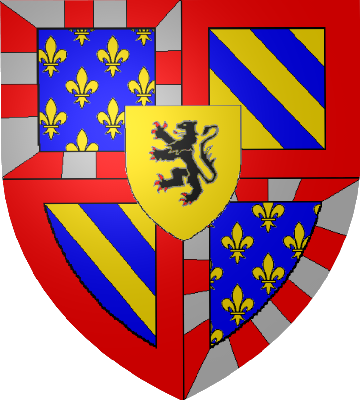
Escudo de armas de João sem Medo

| #  | Nome       |  | Início do governo    | Fim do governo       | Cognome(s)  | Notas                                                                        |
| -- | ---------- |  | -------------------- | -------------------- | ----------- | ---------------------------------------------------------------------------- |
| 21 | Filipe III |  | 6 de Janeiro de 1425 | 15 de Junho de 1467  | O Bom       |                                                                              |
| 22 | Carlos II  |  | 15 de Junho de 1467  | 5 de Janeiro de 1477 | O Temerário |                                                                              |
| 23 | Maria I    |  | 5 de Janeiro de 1477 | 27 de Março de 1482  | A Rica      | Casou-se com Maximiliano I, que governou o condado em conjunto com a esposa. |

### Casa de Habsburgo

Escudo de armas de Filipe V de Flandes (Filipe II da Espanha)

| #                     | Nome                 |  | Início do governo      | Fim do governo          | Cognome(s)    | Notas |
| --------------------- | -------------------- |  | ---------------------- | ----------------------- | ------------- | --- |
| 24                    | Maximiliano          |  | 5 de Janeiro de 1477   | 27 de Março de 1482     |               | Esposo e Co-governante de Maria. Também Sacro Imperador Romano-Germânico.                                                                                  |
| 25                    | Filipe IV            |  | 27 de Março de 1482    | 25 de Setembro de 1506  | o Belo        | |
| -                     | Margarida de Àustria |  | 25 de Setembro de 1506 | 24 de Fevereiro de 1515 |               | Irmã de Filipe, rege em nome do sobrinho, Carlos. |
| 26                    | Carlos III           |  | 25 de Setembro de 1506 | 16 de Janeiro de 1556   |               | Dividiu o seu Império: deu para Filipe II os Países Baixos, as Coroas de Castela, Aragão, e Sicília e a Borgonha; o Sacro Império foi dado para Fernando I |
| 27                    | Filipe V             |  | 16 de Janeiro de 1556  | 13 de Setembro de 1598  | O Prudente    | |
| 28                    | Isabel Clara Eugénia |  | 13 de Setembro de 1598 | 13 de Julho de 1621     |               | |
| 29                    | Alberto de Áustria   |  | 13 de Setembro de 1598 | 13 de Julho de 1621     | O Pio         | Esposo e co-governante de Isabel Clara Eugénia. |
| 30                    | Filipe VI            |  | 31 de março de 1621    | 17 de Setembro de 1665  | O Grande      | Filipe III de Portugal; durante o seu reinado ocorreu a Restauração Portuguesa.                                                                            |
| -                     | Mariana de Àustria   |  | 17 de Setembro de 1665 | 6 de Novembro de 1675   |               | Viúva de Filipe, rege em nome do filho, Carlos. |
| 31                    | Carlos IV            |  | 6 de Novembro de 1675  | 1 de Novembro de 1700   | O Amaldiçoado | Não deixou herdeiros. |
| Trono vago: 1700-1713 |                      |  |                        |                         |               | |
| 32                    | Carlos V             |  | 1713                   | 20 de Outubro de 1740   |               | Não deixou herdeiros homens, veja também Guerra da Sucessão da Áustria.                                                                                    |
| 33                    | Maria II             |  | 20 de Outubro de 1740  | 29 de Novembro de 1780  |               | Também Rainha da Hungria. |

### Casa de Lorena
| #  | Nome        |  | Início do reinado     | Fim do reinado       | Cognome(s) | Notas                               |
| -- | ----------- |  | --------------------- | -------------------- | ---------- | ----------------------------------- |
| 34 | Francisco I |  | 20 de Outubro de 1740 | 18 de Agosto de 1765 |            | Governa conjuntamente com Maria II. |

### Casa de Habsburgo-Lorena
| #  | Nome         |  | Início do reinado       | Fim do reinado          | Cognome(s) | Notas                     |
| -- | ------------ |  | ----------------------- | ----------------------- | ---------- | ------------------------- |
| 35 | José I       |  | 18 de Agosto de 1765    | 20 de Fevereiro de 1790 |            |                           |
| 36 | Leopoldo I   |  | 20 de Fevereiro de 1790 | 1º de Março de 1792     |            | Irmão de José I.          |
| 37 | Francisco II |  | 1º de Março de 1792     | 1795                    |            | Último duque da Borgonha. |